# Paramolotra
Genre
Paramolotra est un genre d'araignées aranéomorphes de la famille des Oonopidae.

## Distribution
Les espèces de ce genre se rencontrent en Chine et en Inde.

## Liste des espèces
Selon World Spider Catalog (version 24, 24/07/2023) :
- Paramolotra bengalensis Grismado, 2023
- Paramolotra metok Tong & Li, 2021
- Paramolotra pome Tong & Li, 2021

## Systématique et taxinomie
Ce genre a été décrit par Tong et Li en 2021 dans les Oonopidae.

## Publication originale
- Cheng, Bian, Tong & Li, 2021 : « A new genus and two new species of oonopid spiders from Tibet, China (Araneae, Oonopidae). » ZooKeys, no 1052, p. 55-69 (texte intégral).